# 펩시
펩시(영어: Pepsi)는 펩시코가 제조하는 콜라 맛 탄산음료로, 펩시의 주력 상품이다. 2023년 펩시는 코카콜라에 이어 전 세계에서 두 번째로 가치 있는 청량음료 브랜드가 되었다.

## 역사

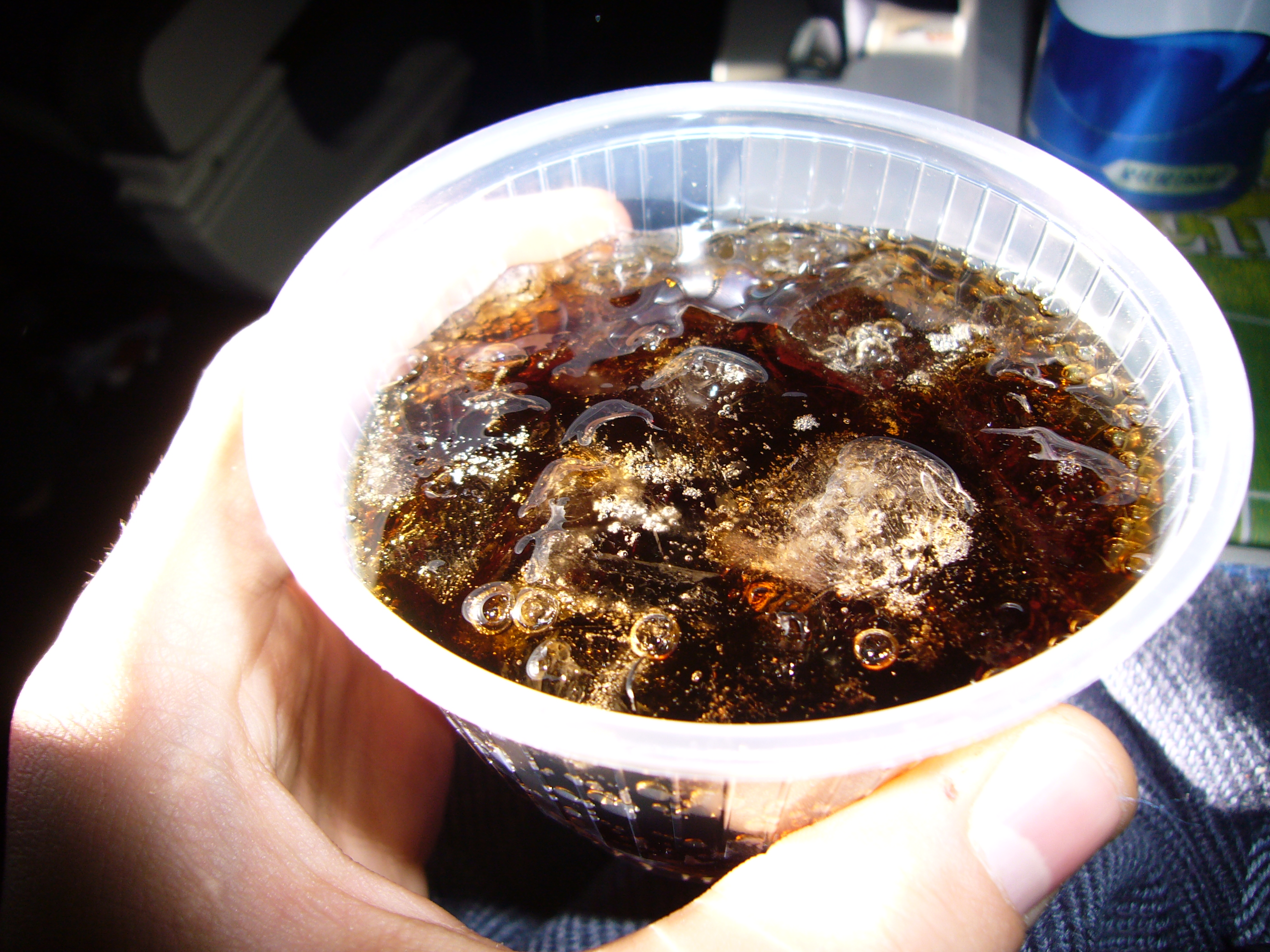
컵 안에 얼음과 같이 들어있는 펩시콜라

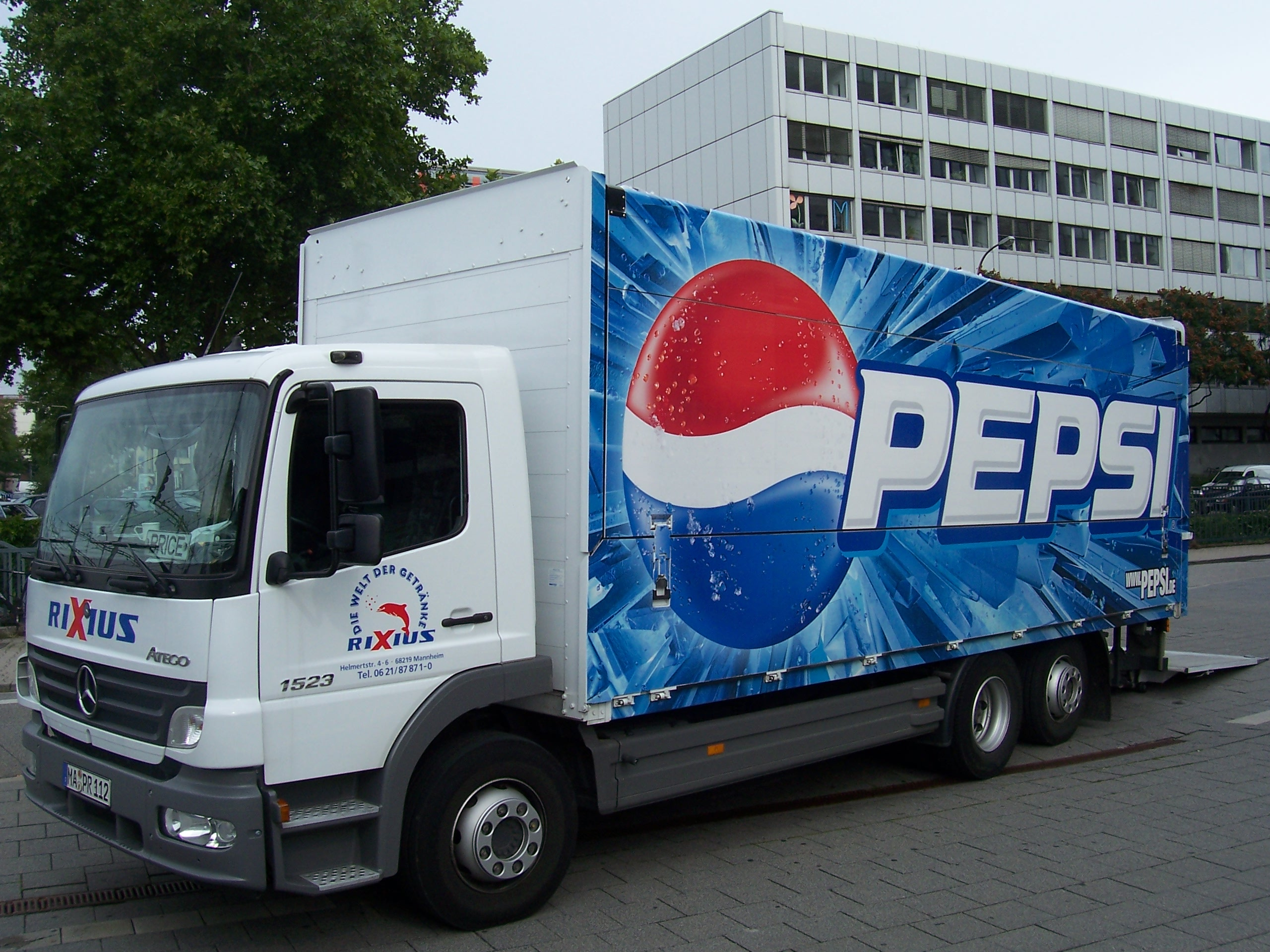
펩시콜라 배송 트럭

펩시는 1890년대 초, 약사인 칼렙 브래드햄(Caleb Bradham)은 미국 노스캐롤라이나주 뉴 번이라는 곳에서 "브래드의 음료수(Brad's drink)"라는 이름으로 처음 판매를 시작하였다. 1898년 8월 28일에 "브래드의 음료수"는 "펩시 콜라(Pepsi-Cola)"로 이름을 바꾸고, 1903년 6월 16일에는 정식으로 브랜드화되었다. 펩시라는 이름의 어원에 대해서는 여러 가지 설이 있지만, 펩시코의 공식 홈페이지에 게재된 펩시라는 이름의 2가지 유래는 아래와 같다.
- 칼렙 브래드햄(Caleb Bradham)은 "펩 콜라(Pep Cola)"를 인수하여 펩시콜라로 이름을 바꾸었다.
- 펩시는 pepse라는 그리스어에서 유래가 되었는데, 소화라는 뜻을 가지고 있다.

처음에는 탄산수, 설탕, 바닐라, 방향유, 콜라나무 등의 열매로 만들어졌다. 그러나 제조방법에 효소인 펩신이 들어갔는지에 대해서는 논란이 있다.
2000년대 중반부터 세계적인 웰빙 트렌드 속에서 탄산음료 판매량이 급감하고 있다. 비만과 건강에 대한 소비자의 우려로 판매량은 9년 연속 감소하고 있으며, 다이어트 콜라조차도 매년 7%씩 판매가 줄고 있다. 이를 타개하기 위해서 덴마크 코펜하겐에 있는 '에볼바' 생명공학 연구팀과 협력해 설탕을 대체할 '스테비아'를 이용한 천연 감미료 개발에 사활을 걸고 있다.

## 세계 시장
조선민주주의인민공화국와 쿠바를 제외한 대부분 국가에서 전 세계적으로 판매되고 있는 펩시콜라는 펩시코(PepsiCo)의 주요 제품 중 하나이다. 펩시코는 2023년에 약 914억 7천만 달러의 매출을 기록하였으며, 이는 전년 대비 5.9% 증가한 수치이다.
- 미국: 1903년
- 캐나다: 1934년
- 멕시코: 1940년대
- 독일: 1946년
- 이집트: 1948년
- 홍콩: 1948년
- 스페인: 1950년
- 네덜란드: 1951년
- 콜롬비아: 1952년
- 이란: 1950년대 후반과 1960년대 초반 ~ 1979년
- 모로코: 1950년대 후반과 1960년대 초반
- 태국: 1952년
- 브라질: 1952년
- 영국: 1953년
- 우루과이: 1955년
- 일본: 1956년(산토리)
- 필리핀: 1957년
- 사우디아라비아: 1957년
- 러시아: 1959년[7]
- 아르헨티나: 1959년
- 칠레: 1959년
- 이탈리아: 1960년대
- 중화민국: 1960년대
- 유고슬라비아: 1960년대
- 말레이시아: 1960년대 초반
- 오스트레일리아: 1960년대 후반
- 그리스: 20세기 중후반
- 프랑스: 1962년
- 튀르키예: 1962년
- 덴마크: 1970년
- 포르투갈: 1972년
- 아일랜드: 1974년
- 싱가포르: 1975년
- 대한민국: 1976년 (롯데칠성음료)
- 스리랑카: 1980년대 초반
- 아이슬란드: 1980년대 중반
- 폴란드: 1980년대 후반
- 뉴질랜드: 1987년
- 중화인민공화국: 1988년
- 인도네시아: 1988년
- 뉴질랜드: 1989년
- 인도: 1989년
- 우즈베키스탄: 1990년대 중반
- 키르기스스탄: 1990년대 중반
- 이스라엘: 1991년
- 미얀마: 1991년 ~ 1997년, 2012년 ~
- 캄보디아: 1992년
- 몽골: 1992년
- 카자흐스탄: 1994년
- 베트남: 1994년
- 남아프리카 공화국: 1994년
- 케냐: 2010년

## 브랜드 상징
|                 |
| 1898년 ~ 1905년 |

|                 |
| 1905년 ~ 1906년 |

|                 |
| 1906년 ~ 1940년 |

|                 |
| 1940년 ~ 1950년 |

|                 |
| 1950년 ~ 1962년 |

|                 |
| 1962년 ~ 1973년 |

|                 |
| 1973년 ~ 1980년 |

|                 |
| 1980년 ~ 1991년 |

|                 |
| 1991년 ~ 1998년 |

|                 |
| 1998년 ~ 2003년 |

|                 |
| 2003년 ~ 2006년 |

|                 |
| 2006년 ~ 2008년 |

|                       |
| 2008년 ~ 2014(2024)년 |

|                 |
| 2014년 ~ 2024년 |

펩시 글로브(Pepsi Globe)는 구 모양의 빨간색, 하얀색, 파란색 등 디자인의 이름을 딴 펩시(Pepsi)의 로고다.

## 마케팅
콜라 전쟁
1970년대부터 코카콜라와 펩시콜라의 경쟁이 심화되었다. 펩시콜라는 소비자들을 대상으로 콜라 맛 블라인드 테스트를 진행하였다. 이가 바로 펩시 챌린지(Pepsi Challenge)다. 자칫하면 브랜드의 이미지를 떨어뜨릴 수 있던 테스트였으나 펩시콜라는 소비자들이 코카콜라의 콜라보다 펩시콜라의 콜라의 맛을 더 선호한다는 결과를 나서 마케팅은 성공하였다. 그 결과로 잠시 펩시콜라가 코카콜라보다 판매량이 높아졌다.
펩시맨
펩시맨(일본어: ペプシマン)은 일본 펩시 콜라의 디비전 마스코트다. 펩시맨의 특징이라면 얼굴에 눈, 코, 귀 등이 없고 오로지 입만 달려 있다는 점이다. 펩시맨은 3가지 다른 종류의 옷을 입고 나오는데 각각 현재 스타일의 펩시를 보여 준다. 1996년에는 세가 새턴의 파이터즈 아케이드 게임인 파이팅 바이퍼즈에서 펩시와의 라이선스를 받아 숨겨진 캐릭터와 주변에 펩시 로고와 함께 등장한 적 있었다. 1997년에 대한민국에서 '정철인'이라는 사람에 의해 펩시맨이라는 이름으로 도스용 게임이 제작되기도 하였다. 1999년에 펩시맨이라는 이름으로 플레이스테이션의 비디오 게임도 등장하였다.

## 후원
- 2002년 펩시트위스트배 KPGA 투어 3차리그
- 펩시(PEPSI)배 5차 서든어택 마스터리그
- 펩시콜라 글로벌 스타크래프트 II 리그 July
- 펩시콜라 글로벌 스타크래프트 II 리그 August
- One World Tegether At Home(코로나19 대응을 위한 온라인 콘서트)

## 논란과 사건
- 1992년 필리핀에서 펩시코는 상품 교환 이벤트의 일환으로, 펩시, 세븐업, 미린다 병의 병뚜껑 뒷면에 세 자리 숫자를 인쇄하여 배포하는 판촉 행사를 진행하고 있었다. 그러나 당시 공장의 컴퓨터 시스템에 전산 오류가 발생하여, ‘349’라는 숫자가 인쇄된 펩시 콜라 병뚜껑이 약 80만 개 이상 생산되는 사고가 발생하였다. 해당 병뚜껑을 보유한 소비자들은 이를 정식 당첨으로 인식하고, 사전에 공지된 바에 따라 1인당 100만 필리핀 페소의 당첨금 지급을 요구하였다. 그러나 펩시코 측은 해당 사태가 오류에 의한 것임을 주장하며, 대규모 당첨금 지급이 불가능하다는 입장을 밝혔다. 이에 따라 일부 소비자들에게는 위로금 명목으로 500페소가 지급되었으나, 이는 오히려 대중의 불만을 증폭시키는 계기가 되었다. 결국 전국적인 시위가 발생하였으며, 일부 지역에서는 폭력 사태로까지 번졌다. 수많은 시민들이 펩시코에 손해배상을 청구하는 등 법적 분쟁으로 이어졌고, 해당 사건은 이후 펩시 넘버 피버(349 사태)로 불리며 기업 판촉 역사상 대표적인 실패 사례로 회자되고 있다.

- 1996년 미국에서 펩시코는 자사의 텔레비전 광고를 통해 펩시 스터프(Pepsi Stuff)라는 판촉 이벤트를 진행하였다. 해당 광고에서는 소비자들이 펩시 제품 구매를 통해 포인트를 적립하고, 이를 다양한 경품과 교환할 수 있다는 내용을 담고 있었다. 광고 말미에는 7백만 포인트로 AV-8B 해리어 II 전투기를 받을 수 있다는 장면이 등장하였는데, 이는 유머적 요소로 삽입된 것이었다. 그러나 이를 진지하게 받아들인 대학생 존 레너드는 실제로 해당 전투기를 수령하기 위해 15포인트에 해당하는 펩시 제품 구매 실적과 함께, 나머지 포인트를 금전으로 환산한 700,008.50달러의 수표를 동봉하여 펩시코 본사에 제출하였다. 이에 대해 펩시코는 광고가 명백한 과장 광고이자 농담의 일환이었다고 주장하며, 해당 요구를 공식적으로 거절하였다. 이에 반발한 레너드는 펩시코를 상대로 소송을 제기하였으며, 이 사건은 이후 레너드 대 펩시코 사건(Leonard v. PepsiCo, Inc.)으로 알려지게 되었다. 법원은 최종적으로 펩시코의 손을 들어주며, 일반적인 시청자가 해당 광고를 진지하게 받아들일 가능성은 낮다고 판단하였다. 본 사건은 미국 광고 역사상 상징적인 사례로 기록되었으며, 기업 광고의 표현 방식과 소비자 해석 간의 법적 경계를 재조명하는 계기가 되었다.

- 소련 붕괴 직전인 1989년 미국 펩시사는 당시 소련 최고 지도자인 미하일 고르바초프와 거래를 한다. 그 결과, 소련군에서 실제로 사용된 군함을 인수하게 되며, 펩시사는 일시적으로 세계 제6위의 거대한 해군을 가진 기업이 된다.

## 관련 브랜드
- 펩시콜라
- 펩시넥스
- 게토레이
- 마운틴 듀
- 미린다
- 트로피카나
- 라이프워터
- 코카 콜라

## 같이 보기
- 펩시 스터프
- 롯데칠성음료
- 코카콜라
- 화이버콜라
- 맥콜
- 콤비콜라
- 815콜라
- 콜라
- 산토리 푸즈
- RC콜라

## 참고 문헌
- Beverage World Magazine, January 1998, "Celebrating a Century of Refreshment: Pepsi - The First 100 Years"
- Stoddard, Bob. Pepsi Cola - 100 Years (1997), General Publishing Group, Los Angeles, CA, USA
- "History & Milestones" (1996), Pepsi packet